# Плеонаст
Плеонаст — різновид шпінелі, який містить до 22 % FeO. Формула: (Mg, Fe)(Al, Fe)2O4. Член ізоморфного ряду шпінель-герциніт. Сингонія кубічна. Гексоктаедричний вид. Форми виділення: кристали, що наростають на інших мінералах, округлі зерна в пухких відкладах. Густина 3,7. Тв. 8. Колір зелений, чорний, темнозелений, коричнево-чорний. Блиск напівметалічний, скляний. Непрозорий. Риса сірувато-зелена. Злам раковистий. Породоутворювальний мінерал основних магматичних гірських порід.
Супутні мінерали: піроксен, біотит, везувіан, корунд, графіт.
Знахідки: Радауталь (Гарц), Шварцвальд, Оденвальд — все ФРН; Вогези (Франція); Монцоні, Фассаталь (Третіно) — Італія; Роутівар (Швеція), Франклін (шт. Нью-Джерсі, США).
Від грецьк. «плеонасмос» — надмір, названий за багатогранністю кристалу (R.J. Haüy, 1801).
Синоніми — кандит, цейлоніт.